# Opere di Antonio Canova
La tabella successiva è un elenco di opere marmoree eseguite dall'artista italiano Antonio Canova, ordinate cronologicamente.

## Elenco delle opere
| OPERA | Nome                                            | Anno             | Materiale                        | Dimensioni         | Località                                 | Collocazione                                                                 | Note |  |
| ----- | ----------------------------------------------- | ---------------- | -------------------------------- | ------------------ | ---------------------------------------- | ---------------------------------------------------------------------------- | --- |  |
|       | Canestro di frutta                              | 1774             | Marmo di Carrara                 |                    | Venezia                                  | Museo Correr                                                                 | |  |
|       | Orfeo ed Euridice                               | 1775-1776        | Pietra di Vicenza                | 203 cm             | Venezia                                  | Museo Correr                                                                 | |  |
|       | Dedalo e Icaro                                  | 1779             | Marmo                            | 220 cm             | Venezia                                  | Museo Correr                                                                 | Il gesso di questo capolavoro viene conservato presso la Gipsoteca canoviana di Possagno. |  |
|       | Teseo sul Minotauro                             | 1781-1783        | Marmo di Carrara                 | 145×158×91 cm      | Londra                                   | Victoria and Albert Museum                                                   | Il gesso di questo capolavoro viene conservato presso la Gipsoteca canoviana di Possagno. |  |
|       | Monumento funerario di Clemente XIII            | 1783-1792        | Marmo di Carrara                 |                    | Città del Vaticano                       | Basilica di San Pietro in Vaticano                                           | Il gesso di questo capolavoro viene conservato presso la Gipsoteca canoviana di Possagno. |  |
|       | Monumento funerario di Clemente XIV             | 1783-1787        | Marmo di Carrara e Lumachella    | 740 cm             | Roma                                     | Basilica dei Santi XII Apostoli                                              | Il gesso di questo capolavoro viene conservato presso la Gipsoteca canoviana di Possagno. |  |
|       | Amore e Psiche                                  | 1787-1793        | Marmo di Carrara                 | 155×168 cm         | Parigi                                   | Museo del Louvre                                                             | Di questo gruppo marmoreo ne furono scolpite due versioni, di cui la prima ora è al Louvre di Parigi, mentre la seconda all'Ermitage di San Pietroburgo. |  |
|       | Maddalena penitente                             | 1793-1796        | Marmo di Carrara                 | 90 cm              | Genova                                   | Palazzo Doria-Tursi                                                          | Il gesso di questo capolavoro viene conservato presso la Gipsoteca canoviana di Possagno. |  |
|       | Adone e Venere                                  | 1789-1794        | Marmo di Carrara                 | 180×80×60 cm       | Ginevra                                  | Musée d'Art et d'Histoire                                                    | Il gesso di questo capolavoro viene conservato presso la Gipsoteca canoviana di Possagno. |  |
|       | Ercole e Lica                                   | 1795-1815        | Marmo di Carrara                 | 335 cm             | Roma                                     | Galleria Nazionale d'Arte Moderna                                            | Il gesso di questo capolavoro viene conservato presso la Gipsoteca canoviana di Possagno. |  |
|       | Creugante                                       | 1795-1806        | Marmo di Carrara                 | 225 cm             | Città del Vaticano                       | Musei Vaticani                                                               | Il gesso di questo capolavoro viene conservato presso la Gipsoteca canoviana di Possagno. |  |
|       | Damosseno                                       | 1795-1806        | Marmo di Carrara                 | 215 cm             | Città del Vaticano                       | Musei Vaticani                                                               | Il gesso di questo capolavoro viene conservato presso la Gipsoteca canoviana di Possagno. |  |
|       | Amore e Psiche stanti                           | 1797 circa       | Marmo di Carrara                 | 145 cm             | Parigi                                   | Museo del Louvre                                                             | Il gesso di questo capolavoro viene conservato presso la Gipsoteca canoviana di Possagno. |  |
|       | Perseo trionfante                               | 1797-1801        | Marmo di Carrara                 | 235 cm             | Città del Vaticano                       | Musei Vaticani                                                               | Per la realizzazione della statua, Canova trasse ispirazione dall'Apollo del Belvedere, antica statua classica. Il gesso di questo capolavoro viene conservato presso la Gipsoteca canoviana di Possagno.                                                                                                   |  |
|       | Monumento funebre a Maria Cristina d'Austria    | 1798-1805        | Marmo di Carrara                 | 574 cm             | Vienna                                   | Chiesa di Sant'Agostino                                                      | Il gesso di questo capolavoro viene conservato presso la Gipsoteca canoviana di Possagno. |  |
|       | Napoleone Bonaparte come Marte pacificatore     | 1802-1806        | Marmo di Carrara e Bronzo dorato | 345 cm             | Londra                                   | Wellington Museum                                                            | Il gesso di questo capolavoro viene conservato presso la Gipsoteca canoviana di Possagno. |  |
|       | Stele funeraria di Giovanni Volpato             | 1804-1807        | Marmo di Carrara                 | 185 x 122 cm       | Roma                                     | Basilica dei Santi XII Apostoli                                              | Il gesso di questo capolavoro viene conservato presso la Gipsoteca canoviana di Possagno. |  |
|       | Letizia Ramolino Bonaparte                      | 1804-1807        | Marmo di Carrara                 | 145 cm             | Derbyshire                               | Chatsworth House                                                             | Il gesso di questo capolavoro viene conservato presso la Gipsoteca canoviana di Possagno. |  |
|       | Ritratto di Pio VII                             | 1804-1807        | Marmo di Carrara                 | 59 x 50 x 35 cm    | Roma                                     | Pinacoteca Capitolina                                                        | Il gesso di questo capolavoro viene conservato presso la Gipsoteca canoviana di Possagno. |  |
|       | Venere italica                                  | 1804-1812        | Marmo di Carrara                 | 172 cm             | Firenze                                  | Galleria Palatina                                                            | Il gesso di questo capolavoro viene conservato presso la Gipsoteca canoviana di Possagno. |  |
|       | Paolina Borghese come Venere vincitrice         | 1805-1808        | Marmo di Carrara                 | 160×200 cm         | Roma                                     | Galleria Borghese                                                            | Il gesso di questo capolavoro viene conservato presso la Gipsoteca canoviana di Possagno. |  |
|       | Danzatrice con le mani sui fianchi              | 1805-1812        | Marmo di Carrara                 |                    | San Pietroburgo                          | Ermitage                                                                     | Il gesso di questo capolavoro viene conservato presso la Gipsoteca canoviana di Possagno. |  |
|       | Teseo e il Centauro                             | 1805-1819        | Marmo                            | 340×370 cm         | Vienna                                   | Kunsthistorisches Museum                                                     | Il gesso di questo capolavoro viene conservato presso la Gipsoteca canoviana di Possagno. |  |
|       | Stele funeraria di Alessandro de Souza Holstein | 1806-1807        | Marmo di Carrara                 |                    | Roma                                     | Chiesa di Sant'Antonio dei Portoghesi                                        | |  |
|       | Monumento funerario di Vittorio Alfieri         | 1806-1810        | Marmo di Carrara                 |                    | Firenze                                  | Basilica di Santa Croce                                                      | Il gesso di questo capolavoro viene conservato presso la Gipsoteca canoviana di Possagno. |  |
|       | Stele funeraria di Giovanni Falier              | 1808             | Marmo di Carrara                 |                    | Venezia                                  | Chiesa di Santo Stefano                                                      | |  |
|       | Danzatrice con cembali                          | 1809-1814        | Marmo di Carrara                 | 187 cm             | Berlino                                  | Bode-Museum                                                                  | Il gesso di questo capolavoro viene conservato presso la Gipsoteca canoviana di Possagno. |  |
|       | Testa di Elena                                  | 1811             | Marmo                            | 64 cm              | San Pietroburgo Londra                   | Museo dell'Ermitage Victoria and Albert Museum                               | Di questo busto esistono due versioni: una è all'Ermitage di San Pietroburgo, mentre l'altra si trova al Victoria and Albert Museum di Londra. Il gesso di questo capolavoro viene invece conservato presso la Gipsoteca canoviana di Possagno.                                                             |  |
|       | Maria Luigia d'Asburgo in veste di Concordia    | 1811-1814        | Marmo di Carrara                 | 137.3×96.5×98.4 cm | Parma                                    | Galleria Nazionale                                                           | Il gesso di questo capolavoro viene conservato presso la Gipsoteca canoviana di Possagno. |  |
|       | Tre Grazie                                      | 1812-1817        | Marmo di Carrara                 |                    | San Pietroburgo Londra                   | Museo dell'Ermitage Victoria and Albert Museum                               | Di questo gruppo marmoreo ne furono scolpite due versioni, di cui la prima ora è all'Ermitage di San Pietroburgo, mentre la seconda al Victoria and Albert Museum di Londra. Il gesso di questo capolavoro viene conservato presso la Gipsoteca canoviana di Possagno.                                      |  |
|       | Ebe                                             | Dal 1796 al 1817 | Marmo di Carrara e Bronzo dorato |                    | Berlino San Pietroburgo Derbyshire Forlì | Staatliche Museen Museo dell'Ermitage Chatsworth House Musei di San Domenico | Della statua esistono ben quattro versioni. La prima ai Staatliche Museen di Berlino; la seconda all'Ermitage di San Pietroburgo; la terza a Chatsworth nel Regno Unito; la quarta ai Musei San Domenico di Forlì.Il gesso di questo capolavoro viene conservato presso la Gipsoteca canoviana di Possagno. |  |
|       | Ferdinando I di Borbone in veste di Atena       | 1796-?           | Marmo di Carrara                 |                    | Napoli                                   | Museo archeologico nazionale di Napoli                                       | Il gesso di questo capolavoro viene conservato presso la Gipsoteca canoviana di Possagno. |  |
|       | Cenotafio degli ultimi Stuart                   | 1817-1819        | Marmo di Carrara                 | 560 x 280 x 140 cm | Città del Vaticano                       | Basilica di San Pietro in Vaticano                                           | I modellini in gesso vengono conservati presso la Gipsoteca canoviana di Possagno. |  |
|       | Monumento alla memoria di Giuseppe Bossi        | 1818             | Marmo di Carrara                 |                    | Milano                                   | Pinacoteca Ambrosiana                                                        | |  |
|       | Vestalis                                        | post 1818        | Marmo di Carrara                 | 53×21×23 cm        | Milano                                   | Galleria d'Arte Moderna                                                      | Il gesso di questo capolavoro viene conservato presso la Gipsoteca canoviana di Possagno. |  |
|       | Eleonora d'Este                                 | 1819             | Marmo di Carrara                 |                    | Brescia                                  | Pinacoteca Tosio Martinengo                                                  | |  |
|       | Endimione dormiente                             | 1819-1822        | Marmo di Carrara                 | 93×185 cm          | Derbyshire                               | Chatsworth House                                                             | Il gesso di questo capolavoro viene conservato presso la Gipsoteca canoviana di Possagno. |  |
|       | Maddalena giacente                              | 1819-1822        | Marmo                            | 75×176×84,5 cm     | Regno Unito                              |                                                                              | L'opera venne ritrovata nel 2022 in Inghilterra dopo che se ne erano perse le tracce dal 1852. Il gesso di questo capolavoro viene conservato presso la Gipsoteca canoviana di Possagno. |  |
|       | Giorgio Washington                              | 1820             | Marmo                            |                    | Raleigh                                  | distrutta, già all'edificio del Senato della Carolina del Nord               | L'opera venne distrutta in un incendio il 21 giugno 1831. Dei bozzetti in gesso sono conservati alla Gipsoteca canoviana di Possagno. |  |
|       | Naiade                                          | 1820             | Marmo                            |                    | Washington                               | National Gallery of Art                                                      | Il gesso di questo capolavoro viene conservato presso la Gipsoteca canoviana di Possagno. |  |